# Niedowład macicy
Niedowład macicy, atonia (hipotonia) macicy – powikłanie porodu, polegające na zaburzonej czynności skurczowej mięśnia macicy. Może wystąpić przed lub po oddzieleniu się łożyska. Jeśli wystąpi w drugim okresie porodu, powoduje zatrzymanie akcji porodowej i sprzyja niedotlenieniu płodu. Rozkurcz mięśnia macicy powoduje trudny do opanowania i groźny krwotok z naczyń miejsca łożyskowego (krwotok atoniczny).

## Przyczyny
Istnieje przekonanie, że w trzecim okresie porodu nie powinno się masować czy dotykać macicy bez potrzeby, gdyż może to spowodować zaburzenie czynności skurczowej. Nadmierna podaż środków obkurczających macicę może wywołać zbyt intensywne skurcze i też skutkować osłabieniem mięśnia macicy. Silne rozciągnięcie macicy (ciąża wielopłodowa, wielowodzie, makrosomia płodu, macica mięśniakowata) także sprzyja atonii.
Czynniki ryzyka:
- błędy lekarskie w trzecim okresie porodu (najczęstsza przyczyna)
- gwałtowny przebieg porodu
- poród przedłużający się
- znieczulenie ogólne
- mięśniaki macicy
- duży płód
- ciąża wielopłodowa
- wielowodzie
- wielorództwo
- indukcja porodu oksytocyną

## Postępowanie
Stosuje się środki naskurczowe, masaż macicy (manewr Credégo), ręczne wydobycie łożyska i usunięcie resztek łożyskowych. Przetacza się krew i płyny. W przypadku bardzo znacznej utraty krwi (>2000 ml) i niepowodzenia innych działań terapeutycznych zaleca się histerektomię.